# Thénezay
 Thénezay  es una población y comuna francesa, situada en la región de Poitou-Charentes, departamento de Deux-Sèvres, en el distrito de Parthenay y cantón de Thénezay.

## Demografía
| 1745 | 1673 | 1595 | 1607 | 1514 | 1424 |
| Para los censos de 1962 a 1999 la población legal corresponde a la población sin duplicidades (Fuente: INSEE [Consultar]) |      |      |      |      |      |